# 斯泰采瓦
48°31′24″N 25°34′22″E / 48.52333°N 25.57278°E
斯泰采瓦（羅馬化：Stetseva）是烏克蘭西部伊萬諾-弗蘭科夫斯克州科洛梅亞區的村莊。該村始建1488年，面積30.2平方公里，2001年人口3,204，人口密度每平方公里106人。